# Miss Kittin
Miss Kittin (nome real Caroline Hervé) é uma cantora e DJ de música eletrônica, nascida em Grenoble, França, em 1973. Aos 22 anos começou as atividades de DJ na França, Moscou e Chicago com Mike Dearborn. Logo após conheceu DJ Hell em Marseille, que gostaria de gravar com ela um álbum pela gravadora International DeeJay Gigolos. Ela o apresentou o EP Champagne, que ela havia gravado com The Hacker. Miss Kittin & The Hacker gravaram o álbum First Album em 2001. Várias faixas, como "1982" e "Frank Sinatra", tornaram-se hinos da cena electroclash.

## História
Kittin expressou interesse pelas artes visuais, tendo estudado tanto arte contemporânea quanto artes gráficas. Com o tempo passou a interessar-se pelos gostos musicais de seus pais, variando do clássico, jazz, funk ao pop inglês. Encontrando seu nicho de mercado na música eletrônica em 1991, Kitty realizou raves por todo o país antes de sua primeira mixagem, em abril de 1993. Seu primeiro set veio um ano após, na mesma época que começou sua carreira na Tekmics Booking Agency, tocando nas festas Dragon Ball no sul da França.
Em busca de novas oportunidades, Kittin deixou a França em 1996 e realocou-se em Genebra, Suíça, onde reuniria-se com o Mental Groove Record Posse um ano após. Tornou-se um dos principais artistas do eletroclash, trabalhando com artistas como Felix da Housecat, Chicks on Speed e Golden Boy. Em 2002 lançou uma compilação de techno com o nome Miss Kittin On The Road. Seu álbum de estréia I Com possui elementos diversos da música eletrônica, sendo mais experimental que seus trabalhos anteriores.
Em 2006 lançou miss kittin live at sonar, gravado ao vivo no famoso festival Sonar, em Barcelona. Nesse trabalho ele toca trabalhos próprios, além de faixas de Aphex Twin, Modeselektor e Boom Bip. No mesmo ano foi lançado o álbum duplo Miss Kittin: Bugged Out.

## Discografia
- First Album (2001)
- On the Road (2002)
- Rippin Kittin (2002)
- Miss Kittin: Electroclash (2002)

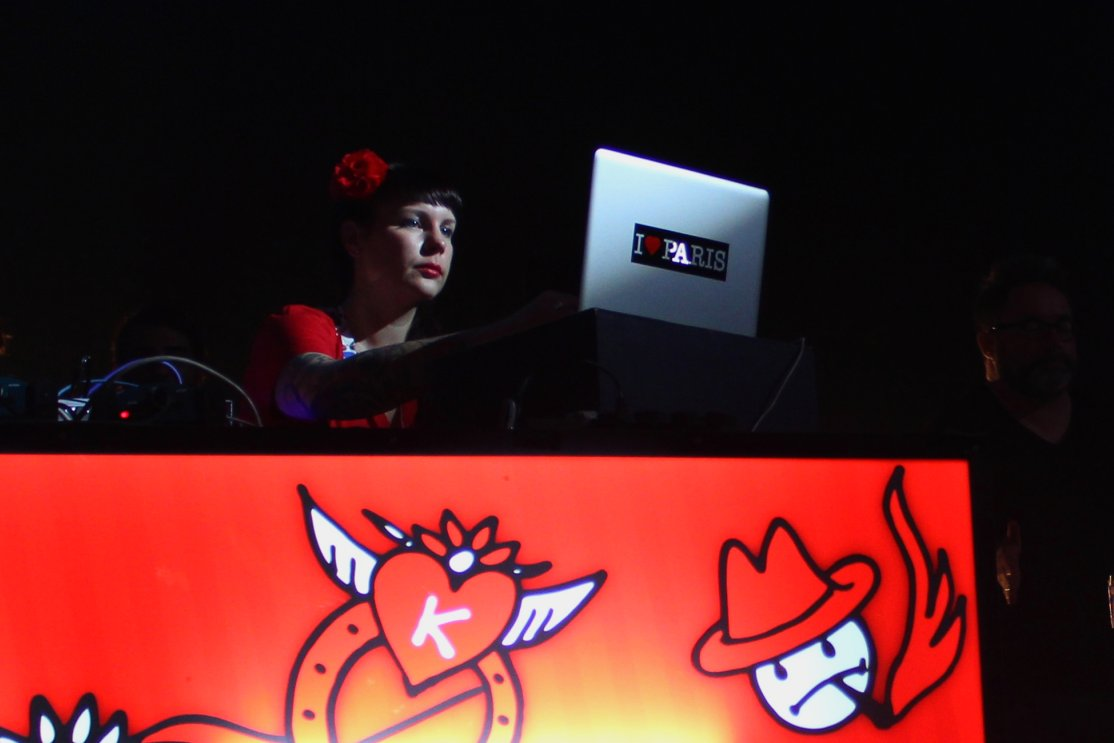
Miss Kittin em Paris em Junho de 2010

- Miss Kittin: Radio Caroline, Vol.1 (2003)
- I Com (2004)
- Mixing Me (2005)
- Live at Sonar (2006)
- A Bugged out Mix (2006)
- Batbox (2008)
- Two (2009)
- Calling From The Stars (2013)
- Lost Tracks, Vol.1 (2016)